# Reinhard Jan Christiaan van Pallandt (1888-1938)
Reinhard Jan Christiaan baron van Pallandt, heer van Keppel en Barlham (Rosendael, 24 januari 1888 - Laag-Keppel, 28 maart 1938) was een Nederlandse voetballer, hockeyer en bestuurder.
Van Pallandt was een lid van de familie Van Pallandt en een zoon van Frederik Jacob Willem baron van Pallandt, heer van Keppel en Rosendael (1860-1932) en Constantia Alexine Loudon (1859-1948), lid van de familie Loudon. Hij trouwde in 1913 met Elisabeth Aldegonda Anna del Court van Krimpen (1887-1980), met wie hij vier dochters kreeg.
Van Pallandt behoorde in 1901 tot een groep jonge oprichters van de Velpse amateurclub VVO en werd later lid bij de Dordtsche Football Club.
Hij kwam van 1905 t/m 1910 uit voor SBV Vitesse, nadat hij na drie jaar verblijf in Dordrecht terugkeerde naar Rozendaal. Tot en met het seizoen 1899/1900 speelde Vitesse in een wit tenue met een diagonale blauwe baan, verwijzend naar de stadskleuren van Arnhem. Van Pallandt zorgde ervoor dat Vitesse een van de eerste clubs van Nederland werd met een vast clubtenue. In ruil voor de sponsoring van het tenue wilde hij dat Vitesse voor altijd in de kleuren van zijn adellijke familie zou spelen. En dat werd dus het zwart met geel van de familie Van Pallandt.
In 1915 meldde hij zich aan bij de Arnhemse Hockey Club. Hij was reeds actief als bestuurslid en tevens voorzitter van de vereniging. In 1925 trad hij aan als bestuurslid bij de Koninklijke Nederlandse Hockeybond. Vijf jaar later werd hij voorzitter van de KNHB. Hij werd in 1927 gemeenteraadslid en later dat jaar tot aan zijn overlijden wethouder in de gemeente Hummelo en Keppel namens de Vrijheidsbond. Hij was tevens actief in de jacht en was voorzitter van de Nederlandse Jagersvereniging en de Vereniging van Jachtopzieners. Van Pallandt was opperkerkvoogd van de Nederlands Hervormde Gemeente Olden Keppel en Keppel Binnen.
Van Pallandt overleed in 1938 op Kasteel Keppel in Laag-Keppel.